# ستيفن كوسغروف
ستيفن كوسغروف (بالإنجليزية: Stephen Cosgrove)‏ هو لاعب كرة قدم بريطاني، ولد في 29 ديسمبر 1980 في غلاسكو في المملكة المتحدة. لعب مع مانشستر يونايتد ونادي ستنهاوسموير ونادي ماذرويل.

## وصلات خارجية
- ستيفن كوسغروف على موقع قاعدة بيانات كرة القدم.إي يو (الإنجليزية)
- ستيفن كوسغروف على موقع Soccerbase.com (لاعب) (الإنجليزية)